# Кошта, Руй (велогонщик)
Руй Алберту Фариа да Кошта (порт. Rui Alberto Faria da Costa; род. 5 октября 1986, Повуа-ди-Варзин) — португальский профессиональный шоссейный велогонщик, выступающий c 2014 года за команду UAE Team Emirates. Первый португалец, ставший чемпионом мира в групповой гонке. Двукратный победитель Чемпионата Португалии. Трёхкратный победитель Тура Швейцарии, победитель трёх этапов на Тур де Франс. Гонщик считается хорошим горняком и частым участником отрывов на гранд-турах.

## Карьера
В 2007 году Кошта подписал первый профессиональный контракт с португальской велокомандой Benfica. В первый же год он выиграл итальянскую многодневку Giro delle Regioni и попал в двадцатку лучших на чемпионате мира в возрастной категории U23. Год спустя на той же Giro delle Regioni португалец стал вице-чемпионом. Аналогичный результат он показал осенью на главной молодёжной гонке сезоне — Тур де л'Авенир. На чемпионате мира в Варезе Кошта показал восьмое место в разделке и пятое в групповой.
Подобные результаты не остались незамеченными и уже в 2009 году Кошта вошёл в состав одной из сильнейших команд пелотона — Caisse d'Epargne. В новой команде португалец не затерялся и выиграл многодневную гонку Четыре дня Дюнкерка, стал вице-чемпионом страны в групповой гонке и дебютировал на Тур де Франс, который он, однако, не смог завершить.
Следующий большой успех пришёл к Кошта в 2011 году — он выиграл недельную испанскую многодневку Vuelta a la Comunidad de Madrid, а в июле он первенствовал на восьмом этапе Тур де Франс, добыв победу сольным отрывом. Осенью того же года Кошта из отрыва выиграл гонку высшего уровня Гран-при Монреаля.
В 2012 году португалец остановился в двух шагах от победы на Туре Романдии, став третьим. А спустя месяц, также на швейцарских дорогах, Кошта первенствовал на Туре Швейцарии, выиграв второй этап и удержавший лидерскую майку до самого конца, несмотря на постоянные атаки конкурентов в первую очередь Франка Шлека. Тур де Франс он завершил на 18-й позиции, а в олимпийской групповой гонке стал тринадцатым.
Схожим образом для Кошты сложился сезон 2013. Как и годом ранее он замкнул тройку лучших на Туре Романдии, а потом защитил звание победителя главной швейцарской многодневки, выиграв попутно два этапа, в том числе и финальную гонку с раздельным стартом.

## Статистика выступлений

### Чемпионаты
| Соревнование         | Соревнование | 2009 | 2010 | 2011 | 2012 | 2013 | 2014 | 2015 | 2016 | 2017 | 2018 |
| -------------------- | ------------ | ---- | ---- | ---- | ---- | ---- | ---- | ---- | ---- | ---- | ---- |
| Олимпийские игры     | RR           | —    | —    | —    | 13   | —    | —    | —    | 10   | —    | —    |
| Чемпионат мира       | RR           | 69   | —    | 15   | 11   | 1    | 23   | 9    | —    | 19   | 10   |
| Чемпионат мира       | ITT          | —    | —    | 49   | —    | —    | —    | —    | —    | 33   | —    |
| Чемпионат Португалии | ITT          | —    | DSQ  | —    | —    | 1    | 2    | 8    | —    | —    | —    |
| Чемпионат Португалии | RR           | 2    | DSQ  | —    | —    | 11   | —    | 1    | —    | —    | —    |

### Гранд Туры
| Гранд-Тур       | 2009 | 2010 | 2011 | 2012 | 2013 | 2014 | 2015 | 2016 | 2017 | 2018 | 2019 |
| --------------- | ---- | ---- | ---- | ---- | ---- | ---- | ---- | ---- | ---- | ---- | ---- |
| Джиро д'Италия  | —    | —    | —    | —    | —    | —    | —    | —    | 27   | —    |      |
| Тур де Франс    | НФ   | 73   | 90   | 18   | 27   | НФ   | НФ   | 49   | —    | —    |      |
| Вуэльта Испании | —    | —    | —    | —    | —    | —    | —    | —    | 43   | —    |      |

### Многодневки
| Гонка               | 2009 | 2010 | 2011 | 2012 | 2013 | 2014 | 2015 | 2016 | 2017 | 2018 | 2019 |
| ------------------- | ---- | ---- | ---- | ---- | ---- | ---- | ---- | ---- | ---- | ---- | ---- |
| Париж — Ницца       | —    | —    | —    | —    | —    | 2    | 4    | 10   | —    | НФ   | —    |
| Тиррено — Адриатико | 145  | 60   | —    | 29   | —    | —    | —    | —    | 18   | —    | 10   |
| Вуэльта Каталонии   | —    | —    | —    | —    | —    | —    | —    | —    | —    | —    | —    |
| Тур Страны Басков   | —    | —    | —    | 15   | 13   | 51   | 7    | 7    | —    | —    | —    |
| Тур Романдии        | —    | —    | 18   | 3    | 3    | 3    | 25   | 6    | —    | 5    | 2    |
| Критериум Дофине    | —    | —    | 43   | —    | —    | —    | 3    | —    | —    | —    |      |
| Тур Швейцарии       | 13   | 34   | —    | 1    | 1    | 1    | —    | 7    | 5    | —    |      |
| Тур Пекина          | н/д  | н/д  | —    | 9    | 4    | 4    | н/д  | н/д  | н/д  | н/д  | н/д  |

### Монументальные однодневки
| Гонка                 | 2009 | 2010 | 2011 | 2012 | 2013 | 2014 | 2015 | 2016 | 2017 | 2018 | 2019 |
| --------------------- | ---- | ---- | ---- | ---- | ---- | ---- | ---- | ---- | ---- | ---- | ---- |
| Милан — Сан-Ремо      | 79   | 49   | —    | 51   | —    | —    | —    | —    | —    | —    | —    |
| Тур Фландрии          | 113  | НФ   | —    | —    | —    | —    | —    | —    | —    | —    | —    |
| Париж — Рубе          | 58   | НФ   | —    | —    | —    | —    | —    | —    | —    | —    | —    |
| Льеж — Бастонь — Льеж | НФ   | —    | НФ   | 17   | 9    | —    | 4    | 3    | 14   | 22   | НФ   |
| Джиро ди Ломбардия    | 26   | —    | 25   | 38   | 38   | 3    | 46   | 15   | 54   | 38   |      |

| —  | Не участвовал  |
| НФ | Не финишировал |